# Кінський хвіст (зачіска)

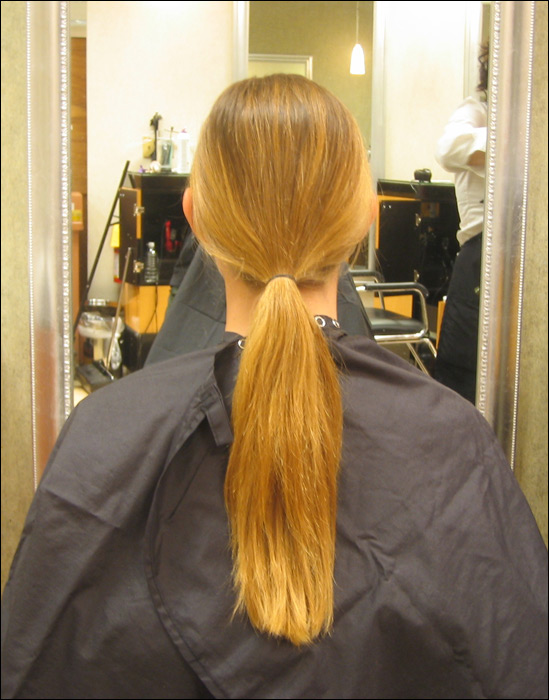
Жінка з зачіскою кінський хвіст

Кінський хвіст, також хвостик — зачіска, в якій довге волосся збирається позаду голови в хвіст, що нагадує хвіст коня. Ця зачіска є популярною серед людей з довгим волоссям, незалежно від статті. 
Зачіска кінський хвіст є дуже давньою зачіскою. Використання зачіски кінський хвіст фіксується істориками в 
Стародавній Греції. Є чимало  зображень, що зображують жінок із хвостами, у давньогрецьких артефактах та творах мистецтва, таких як фрески, найдавніші з них написані на території Криту в період 2000–1500 рр. до н.е..
Зачіска кінський хвіст була улюбленою зачіскою відомого модельєра Карла Лагерфельда, що постійно з'являвся з нею на публіці починаючи з 1976 року, і вважав, що не витрачаючи часу і сил, з нею завжди можна виглядати стильно і охайно .
Ця жіноча зачіска підходить практично всім, так як її форма заснована на принципі природності і відкритості. Особливістю кінського хвоста є те що він відкриває обличчя і шию, роблячи образ вільним і "розкритим". Також така зачіска візуально збільшує ріст, тим самим додаючи фігурі стрункості 
.
На основі хвоста робиться зачіска під назвою пучок.